# Compagnie Marie de Jongh
 (août 2025).
Motif : Notoriété à démontrer pour rencontrer les WP:CAA
- Archive Wikiwix
- Bing
- Cairn
- DuckDuckGo
- E. Universalis
- Gallica
- Google
- G. Books
- G. News
- G. Scholar
- Persée
- Qwant
- (zh) Baidu
- (ru) Yandex
- (wd) trouver des œuvres sur Wikidata

| 1. | Préciser le motif de la pose du bandeau. | Précisez le motif de la pose du bandeau en utilisant la syntaxe suivante : {{admissibilité à vérifier\|date=août 2025\|motif=remplacez ce texte par le motif}}                                |
| 2. | Informer les utilisateurs concernés.     | Pensez à avertir le créateur de l'article, par exemple, en insérant le code ci-dessous sur sa page de discussion : {{subst:avertissement admissibilité à vérifier\|Compagnie Marie de Jongh}} |

La Compagnie Marie de Jongh est une troupe de « théâtre enfant pour adulte et théâtre adulte pour enfant » créée en 2008.

## Création
La compagnie a été créée en 2008, comme troupe de théâtre espagnole et basque, par un groupe de comédiens expérimentés, désireux d'intervenir dans une forme de théâtre muet, le plus souvent masqué, avec marionnettes, à destination des familles : arts scéniques pour les enfants et les moins jeunes.
Le directeur est Jokin Oregi et la directrice artistique Elisa Sanz.
Les comédiens sont Pablo Ibarlueza, Ana Marinez, Ana Meabe, Javier Renobales, Andurina Zurutuza.

## Spectacles
- Pourquoi pleures-tu, Marie ?, Prix Feten 2008 (Meilleur spectacle)
- Humains, Prix Feten 2010 (Meilleure interprétation féminine)
- Ma fille chérie, Prix Larruzz 2012 (Révélation), Prix Feten 2012 (Meilleur spectacle)
- Kibubu, Prix Feten 2014 (Meilleur costume, meilleure interprétation masculine), Prix Tournesol[1] 2015 Avignon off
- Amour, Prix Ercilla 2015 (meilleure production basque), Prix Feten 2016 (meilleur spectacle)
- Estrella, Prix Feten 2018 (Meilleur conception scénique), Prix Territorio Violeta Festival 2018[2] (meilleur spectacle)
- FETEN (es) est le Festival international de théâtre pour enfants de Gijón (Asturies), ou Salon européen des arts scéniques pour enfants[3].